# Кућа у Пуерту
Кућа у Пуерту је роман српске књижевнице Гордане Ћирјанић написан 2003. године у издању "Народне књиге".

## О роману
Роман снагом уметничке визије обележава време на нашим просторима. Гордана Ћирјанић је остварила роман епских сразмера у којем се истовремено огледају XX век и узбудљива интимна прича. Спајајући историју Шпаније и Србије, Ћирјанић је написала изузетну књигу о самоћи и љубави, о страсти и слободи.
У једној шпанској кући преплићу се људске приче из Португалије, Италије, Херцеговине, Мадрида и Београда. Кроз судбине ликова прелама се и цео један век. Предмети, рукописи и фотографије који искрсавају у кући причају приче кроз приповедање заводљиво попут Шехерезадиног.

## Радња
Роман временски обихвата велике догађаје, Шпански грађански рат, Други светски рат, као и бомбардовање Југославије од НАТО 1999. године. Бомбардовањем Југославије се формално и завршава Кућа у Пуерту.
У Шпанији ауторка среће Хуана, са којим ће бити кратких осам година, дечаком из Улице часовника, и који су сред те своје неизрециве љубави, добили и дар са неба, своју девојчицу.
Ту је непрегледна галерија ликова, прекобројна породица и сва та лепота и доброта која се плете око њихових имена, Хуанова мајка Мариа де ла Тринидад знана углавном и само као Хулита, португалски отац Хуанов, занесењак, мислилац и борац за истиноречивост од свог париског краја, Хоакин, брижна и нежна бака Валентина и деда Хосеов, Еусебио, једноруки кубански херој, из чијег срца стално навиру приче обожаваном унуку, које још једино умеју да причају наше тетке.
После Хуановог боловања и краја, ту је и далека и светлошћу купана кућа за неке друге људе, млад пар, који ће овде тек да се венча и настави један нови живот, после читаве те непрегледне поворке ликова. 
Писац пребира по књигама, старим тканицама, фотографијама из студија "Геледонио", из мадридске улице Кугла 11, а које не могу више да очекују било чију помоћ, сем руку списатељице која брижно, сваки детаљ о њима слаже у своју кутију сећања.
Други део је прича о селу Степановићеву, где се херцеговачки део ауторкине породице доселио 1934. године. Деда Ристо, занесењак, радије ће купити књигу, него хлеб. Четири кћери, и на крају, рађа се и ауторкин ујак, мали распричанко, мали фантаста, који дели судбину породице и са њом од упада Немаца у село, седамнаест дана бежи према херцеговачком кршу у завичају. Ристо често побољева. 
У овом делу романа посвећеног Бачкој, Горданина мисао водиља је да су Хуан и она, једно уз друго уза се, имали цео свет.
Хуан, по својој природи племенитог рода, имун на посредовања и титуле, писао је дивне приче и као и Риста, био је зависник књига. Ристо је сневао да иде у Шпанију и покуша да одбрани Шпанију од фашизма.
Ћинћан је селашце у Ла Манчи, где у месној црквици постоји Гојин мурал. Случајно ће Хуан и његова жена срести "Гарибалдинце" на мадридској прослави и међу њима је и партизан Бруно, именом Ђовани Пасери, који им оставља као свој мали дар велике оданости и захвалности запис о својој мадридској љубави и ратним мукама које је доживео у Шпанији.
Будистичке душе, ауторка ће добар део тог текста укомпоновати у свој роман. Ту се нашао и Лазар Латиновић, један од многобројних југословенских добровољаца.
И опет прича о Бруну. После свих европских дестинација, враћа се у родни Касалмађоре. Ту је и  аутор ових касних записа боравио једног лета у истом малом месташцету, путујући преко Гвастаље до Вердијевог родног града Ронколе-Верди, и мало даље, имања "Сан Агата".
Хосе, једном је био у Београду, на  броду "Сплит’’ 1956. године а у то време је рођена ауторка романа "Кућа у Пуерту". Некад је ова стара андалузијска кућа била мој дом... записује, пакујући ствари из већ продате куће у Пуерту. Враћа се у Београд на који падају бомбе.
Ауторка се враћа  са девојчицом сред среде ратног Београда. И ту, попут још неког, не иде у подрум, где су се људи понашали баш као сви путници стешњени на "Броду лудака!"

## Награде
- Гордана Ћирјанић је за роман Кућа у Пуерту добила награду Женско перо.[3][5]
- Роман је ушао у најужи избор за НИН-ову награду.[6]
- Рома је добио награду града Београда за Књигу године.[6]